# Can Mus
Can Mus és una casa amb elements barrocs i neoclàssics de Premià de Dalt (Maresme) protegida com a bé cultural d'interès local.

## Descripció
Edifici civil. Casa pairal formada per una planta baixa i dos pisos. Coberta per una teulada de dues vessants amb el carener perpendicular a la façana. La façana posterior de l'edifici és a la línia del carrer. Presenta un portal rodó dovellat i les finestres més antigues, del mur lateral esquerre, tenen les llindes, ampits i brancals de carreus de pedra, igual que els angles de l'edifici. La resta de finestres estan perfilades de color blanc, en alguns casos imitant els carreus. Adossada a la façana, a la part esquerra, hi ha una llotja o galeria amb arcs de mig punt i voltes i una terrassa a la part superior. Hi ha un rellotge de sol sobre la façana principal i la lateral. Té un ampli jardí al davant des d'on es domina una bona panoràmica del poble.
Des del carrer hi ha una entrada al recinte de tipus neoclàssic, amb un arc de mig punt, un entaulament i dues hídries a la part superior.
Hi ha una petita capelleta sobre un mur que data de 1755.